# Stettfeld
Stettfeld er en kommune i Landkreis Haßberge i Regierungsbezirk Unterfranken i den tyske delstat Bayern.
Den er en del af Verwaltungsgemeinschaft Ebelsbach.

## Geografi
Stettfeld ligger i Region Main-Rhön.